# Mufló de les Rocoses
El mufló de les Rocoses (Ovis canadensis) és una espècie d'oví d'Amèrica del Nord de banyes grosses. Les banyes poden pesar fins a 14 kg, mentre que el mufló en si pot assolir un pes de 140 kg. Proves genètiques recents indiquen que hi ha tres subespècies diferents d’Ovis canadensis, una de les quals està amenaçada: Ovis canadensis sierrae.